# Denis Ajduković
Denis Ajduković (Dubrovnik, 1970.), hrvatski kontrabasist i glazbeni povjesničar

## Životopis
Rodio se je u Dubrovniku. Osnovno i srednje glazbeno školovanje završava u Dubrovniku. Diplomirao je kontrabas na Fakultetu za glazbenu umjetnost pri Sveučilištu Sv. Ćiril i Metod u Skoplju (Velko Todevski). Djeluje kao vođa grupe kontrabasa u Dubrovačkom simfonijskom orkestru, ujedno je i nadzornik orkestra. Član je i osnivač Kvarteta Sorkočević (1988.) kao i stalni umjetnički suradnik Dubrovačkog gudačkog kvarteta, često nastupa solistički. Bavi se proučavanjem povijesti Dubrovačkog simfonijskog orkestra. Tajnik je dubrovačke podružnice Hrvatske udruge orkestralnih i komornih umjetnika.

## Nagrade i priznanja
Za vrijeme školovanja dobitnik je brojnih priznanja na natjecanjima učenika i studenata glazbe (1986., Novi Sad, prva nagrada; 1989., Sarajevo, prva nagrada).